# ریگیدالست
ریگیدالست (به لاتین: Rigidalstock) یک کوه در سوئیس است که در کانتون ابوالدن واقع شده‌است. ریگیدالست ۲٬۵۹۳ متر بالاتر از سطح دریا واقع شده‌است.